# Avatar (Xbox)
Avatares Xbox são avatares e personagens que representam os usuários do serviço Xbox Live nos consoles de jogos eletrônicos Xbox 360 e Xbox One, Windows 10 e Windows 10 Mobile. Os avatares foram lançados originalmente no Xbox 360 como parte da atualização de sistema "New Xbox Experience" lançada em 19 de novembro de 2008, atualizado no Xbox One com a "New Xbox One Experience" do software de sistema do Xbox One em 12 de novembro de 2015 e reimaginado com o lançamento da próxima geração de personagem do Xbox One em 11 de outubro de 2018.

## A "próxima geração" de Avatar
Em 13 de junho de 2017, durante a E3 2017, a Microsoft anunciou uma revisão completa dos Avatares, dando uma ênfase muito maior à personalização e inclusão, especialmente adicionando personalização de membros, roupas que suportam todos os personagens - já que o sistema antigo tinha roupas diferentes para tipos de corpo masculino e feminino - e suporte para alterar a cor dos ativos em tempo de execução. Outra personalização inclui tecidos e cabelos afetados pela física, catorze tipos diferentes de corpo com 20 opções de altura, humores e acessórios que nunca são "guardados" ao exibir um Avatar. O novo sistema Avatar foi adiado originalmente para lançamento no outono de 2017, mas continuou ativo no desenvolvimento até 2018. Em 18 de junho de 2018, o Editor de Avatar Xbox beta - alavancando o motor de renderização Unity - chegou aos Xbox Insiders, e, em 8 de agosto, a Microsoft lançou uma sessão de perguntas e respostas sobre algumas das maneiras pelas quais os novos Avatars serão exibidos no painel do Xbox One e, a partir de 16 de agosto, o novo Editor de Avatar Xbox beta chegou para os testadores do Windows 10. E foram oficialmente lançados para todos os usuários do Xbox Live em 11 de outubro de 2018.
Para usuários que possuem conteúdo de sua conta Xbox 360, enquanto o novo personagem não pode suportar os ativos da geração passada, um modo retrocompatibilidade está disponível para clientes que desejam usar o conteúdo existente e o estilo retrô! Ao selecionar "Avatar Original do Xbox" no menu principal do Editor, os clientes podem importar todo o personagem da era Xbox 360 e usá-lo para se representar no Painel do Xbox One. Os usuários podem continuar aproveitando todo o seu closet do Avatar Original do Xbox usando o aplicativo original e importando suas alterações usando o Editor, quando quiserem compartilhar uma alteração.
Desde o lançamento 1811, o Closet interno do Editor de Avatar do Xbox inclui 566 itens, permitindo 142,67 x 10^33 personagens diferentes para clientes que criam um Avatar, o que não leva em consideração as opções de alteração de cores. Há também uma Loja de Avatar do Xbox que permite aos clientes navegar e experimentar novos itens à medida que são lançados ao público.

## História do Avatar Original do Xbox
Os usuários do Xbox 360 podem personalizar a forma do corpo, sexo, características faciais, estilo de cabelo, roupas e "acessórios". Eles podem exibir uma imagem 2D de seu Avatar em seu Gamercard (embora ainda estejam livres para usar sua imagem anterior, se assim o desejarem).
O GM do Xbox Live, Ben Kilgore, afirmou em 2008 que o Avatares estariam disponíveis apenas para jogos com uma classificação E10+ ou menos (apresentando conteúdo considerado adequado para crianças menores de 10 anos). Isso pode mudar em algum momento no futuro, embora presumivelmente nos próprios jogos da Microsoft, se isso acontecer, para monitorar seu uso em jogos antigos. Foi anunciado na Game Developers Conference, em 24 de março de 2009, que o XNA framework 3.1 teria uma API para oferecer suporte à Avatares em jogos independentes. Com o lançamento do Windows 10 e a New Xbox One Experience, a renderização dos Avatares foi alterada para oferecer uma qualidade de renderização mais alta em diferentes dispositivos.
Os usuários podem editar seu avatar atual usando o aplicativo Avatares Originais do Xbox em um console Xbox, dispositivo Windows 10 ou Windows 10 Mobile ou usando o editor baseado no Microsoft Silverlight no Xbox.com. Em todas essas experiências, os usuários terão acesso a todo o closet de itens que compraram ou foram premiados em todo o ecossistema do Xbox.

## Lista de jogos do Xbox 360 usando Avatares Originais do Xbox
Esta é uma lista de jogos no console de jogo eletrônico do Xbox 360 (jogos de varejo e Xbox Live Arcade) que usam Avatares. Alguns jogos (marcados com um asterisco) foram atualizados para oferecer suporte aos Avatares quando o usuário atualiza para o painel da New Xbox Experience. O jogador deve estar conectado ao Xbox Live para receber a atualização do jogo para esses jogos. Atualmente, não há jogos do Xbox One compatíveis com os Avatares, embora alguns jogos do Xbox 360 que os suportaram tenham sido retrocompatíveis para o Xbox One.
     – Essa cor indica que o jogo não está mais disponível para download.

     – Essa cor indica jogos do Xbox 360 compatíveis com o Xbox One.
| Título                                | Desenvolvedora                     | Publicadora                | Gênero                   |
| ------------------------------------- | ---------------------------------- | -------------------------- | ------------------------ |
| 1 vs. 100                             | Microsoft                          | Microsoft Game Studios     | Game show                |
| A Kingdom for Keflings                | NinjaBee                           | NinjaBee                   | Estratégia               |
| A World of Keflings                   | NinjaBee                           | NinjaBee                   | Estratégia               |
| Age of Booty                          | Certain Affinity                   | Capcom                     | Estratégia em tempo real |
| Baby Maker Extreme                    | Stegersaurus Games                 | Microsoft Game Studios     | Quebra-cabeça            |
| Band Hero                             | Activision                         | Activision                 | Música                   |
| Band of Bugs                          | NinjaBee                           | NinjaBee                   | Estratégia por turnos    |
| Blur                                  | Activision                         | Activision                 | Corrida                  |
| Bomberman Live*                       | Backbone Entertainment             | Hudson Soft                | Quebra-cabeça            |
| Brain Challenge*                      | Gameloft                           | Gameloft                   | Quebra-cabeça            |
| Bust-a-Move Live!                     | Taito Corporation                  | Taito Corporation          | Quebra-cabeça            |
| Colin McRae: Dirt 2                   | Codemasters                        | Codemasters                | Corrida                  |
| CastleMiner                           | DigitalDNA Games                   | DigitalDNA Games           | Jogo sandbox             |
| CastleMiner Z                         | DigitalDNA Games                   | DigitalDNA Games           | Tiro                     |
| CastleMiner Warfare                   | DigitalDNA Games                   | DigitalDNA Games           | Tiro                     |
| Dirt 3                                | Codemasters                        | Codemasters                | Corrida                  |
| DJ Hero 2                             | FreeStyleGames                     | Activision                 | Música                   |
| Doritos Crash Course                  | Wanako Games/Behaviour Interactive | Microsoft Game Studios     | Plataforma               |
| Doritos Crash Course 2                | Behaviour Santiago                 | Microsoft Game Studios     | Plataforma               |
| F1 Race Stars                         | Codemasters                        | Microsoft Game Studios     | Corrida                  |
| Full House Poker                      | Microsoft                          | Microsoft Game Studios     | Jogo de cartas           |
| Guitar Hero 5                         | Activision                         | Activision                 | Música                   |
| Guitar Hero: Warriors of Rock         | Activision                         | Activision                 | Música                   |
| Hardwood Hearts*                      | Silver Creek Entertainment         | Silver Creek Entertainment | Jogo de cartas           |
| Hardwood Spades*                      | Silver Creek Entertainment         | Silver Creek Entertainment | Jogo de cartas           |
| Hasbro Family Game Night              | EA Bright Light                    | Electronic Arts            | Jogos de família         |
| Kinect Joy Ride                       | BigPark                            | Microsoft Game Studios     | Corrida                  |
| Kinect Sports                         | Rare                               | Microsoft Game Studios     | Esporte                  |
| Kinect Sports: Season Two             | Rare/BigPark                       | Microsoft Studios          | Esporte                  |
| Lazy Raiders                          | Sarbakan                           | Microsoft Game Studios     | Ação/Quebra-cabeça       |
| Lips: Number One Hits                 | iNiS                               | Microsoft Game Studios     | Karaokê                  |
| Madballs in Babo: Invasion            | Playbrains                         | Microsoft Game Studios     | Top-down shooter         |
| Motocross Madness                     | Bongfish                           | Microsoft Game Studios     | Corrida                  |
| The Path of Go                        | Microsoft                          | Microsoft Game Studios     | Estratégia               |
| Rainbow Islands: Towering Adventure!  | Taito                              | Taito/Square Enix          | Plataforma               |
| Scene It? Box Office Smash            | Krome Studios/Screenlife           | Microsoft Game Studios     | Game show                |
| Small Arms*                           | Gastronaut Studios                 | Microsoft Game Studios     | Luta                     |
| Snoopy Flying Ace                     | Smart Bomb Interactive             | Microsoft Game Studios     | Ação, Vôo arcade         |
| Sonic & Sega All-Stars Racing         | Sumo Digital                       | Sega                       | Corrida                  |
| Sonic & All-Stars Racing Transformed  | Sumo Digital                       | Sega                       | Corrida                  |
| Sonic Free Riders                     | Sonic Team                         | Sega                       | Corrida                  |
| Texas Cheat 'em!                      | Wideload Games                     | D3 Publisher               | Jogo de cartas           |
| Tony Hawk's Pro Skater HD             | Robomodo                           | Activision                 | Esportes                 |
| Uno*                                  | Carbonated Games                   | Microsoft Game Studios     | Jogo de cartas           |
| Uno Rush                              | Microsoft                          | Microsoft Game Studios     | Jogo de cartas           |
| Wipeout in the Zone                   | Behaviour Santiago                 | Activision                 | Esporte                  |
| World Series of Poker: Full House Pro | Pipeworks Software                 | Microsoft Game Studios     | Jogo de cartas           |
| Worms 2: Armageddon                   | Team17                             | Team17                     | Estratégia               |

## Loja Avatar Original do Xbox
A Loja de Avatar foi lançada como "Avatar Marketplace" em 11 de agosto de 2009, permitindo que os usuários comprem roupas e acessórios usando sua conta Xbox Live. Os usuários podem comprar roupas de marca, como Adidas, para o seu Avatar, bem como roupas relacionadas a jogos, como roupas de Monkey Island, BioShock 2, Battleblock Theatre, Fable 2, Gears of War 2, Halo, Splinter Cell Conviction e Star Wars: The Clone Wars. Um jogador também pode atualizar o guarda-roupa de seu Avatar alcançando certos objetivos e desbloqueando roupas diferentes.
No final de junho de 2009, vários artigos de roupas com temas foram vistos em uso por vários membros da comunidade Xbox 360 - ou seja, aqueles que trabalham para a Microsoft. Esses artigos em questão baseavam-se principalmente em Halo, várias camisetas, shorts, chapéus e até trajes de corpo inteiro foram vistos não apenas sendo usados pelos Avatares atuais, mas também nas fotos e vídeos de demonstração da Loja de Avatar. As pessoas que tiveram acesso a eles também foram identificadas como tendo uma conquista misteriosa em seu perfil chamada 'Xbox 360 Beta' e eram de cor laranja com um símbolo Beta e o número 09 - concluiu-se que eles estavam realmente testando o novo Avatar Marketplace na versão beta. Mais recentemente, os usuários do Xbox que faziam parte do Programa Xbox Preview receberam um acessório especial, apresentando um gato vestido de ninja e montando um T-Rex para uso com o Avatar do Xbox.
Além de roupas, a Loja de Avatar também possui acessórios animados disponíveis para compra. Os Avatares podem interagir com esses objetos, que incluem um Warthog de controle remoto de Halo, sabres de luz de Star Wars, bolas de futebol, skates, animais de estimação e até pompons. De acordo com Major Nelson (diretor de programação da rede de jogos Xbox Live da Microsoft), aqueles que participaram da Electronic Entertainment Expo em 2009 foram elegíveis para um suporte especial do E3 Trophy quando o Avatar Marketplace realmente chegasse - no entanto, para ter uma chance você precisava ter visitado um estande especial presente na conferência. Mais recentemente, os usuários do Xbox que participaram do Xbox One Preview Program receberam um acessório especialmente criado que mostrava um gato vestido como um ninja montando um T-Rex que eles poderiam equipar com o Avatar do Xbox.
A partir da versão 1511 do Windows 10 e da New Xbox One Experience, a Loja de Avatar retornou ao aplicativo Avatares do Xbox, permitindo que os usuários procurem novas roupas e acessórios em tempo real. As compras feitas na versão mais recente da Loja de Avatar funcionarão em todas as experiências do Xbox, incluindo o Xbox 360.

## Prêmios de Avatar Original do Xbox (Xbox 360)
Alguns jogos permitem aos jogadores desbloquear roupas para seus avatares, atendendo a certas condições, como desbloquear a conquista necessária. Os jogos que atualmente concedem prêmios de Avatar estão listados abaixo. Este recurso foi descontinuado no Xbox One, pois os avatares no Xbox One não oferecem mais suporte ao Avatar Awards desde 1 de junho de 2016.
- A World of Keflings
- After Burner Climax
- Alan Wake
- Alien Breed 2
- Alien Breed 3
- Ancients of Ooga
- Aqua
- Batman: Arkham Origins
- Bloodforge
- Blur
- Battleblock Theater
- Castle Crashers
- Comic Jumper ⚥
- Costume Quest
- Crackdown 2
- Crazy Taxi
- Dance Central 2
- Dance Paradise
- Darwinia+
- Dead to Rights: Retribution
- Deadliest Warrior: The Game
- Deadlight
- DeathSpank
- DeathSpank: Thongs of Virtue
- Deca Sports Freedom
- Destination: Arcade
- DiRT 3
- Doom II
- Doritos Crash Course
- Doritos Crash Course 2
- Dragon's Lair
- Duke Nukem: Manhattan Project
- Dust: An Elysian Tail
- Earthworm Jim HD
- Fable 3
- Fable: The Journey
- Fire Pro Wrestling
- Forza Motorsport 4
- Fruit Ninja Kinect
- Full House Poker
- Gears of War 3
- Guardian Heroes
- Guitar Hero: Warriors of Rock
- Halo 4
- Halo: Reach †
- Halo Waypoint * ⚥
- Hybrid
- Hydro Thunder Hurricane
- Hydrophobia
- ilomilo
- Jet Set Radio
- Joy Ride Turbo
- Karaoke
- Kinect Adventures
- Kinect Joy Ride
- Kinect Sports
- Kinect Sports: Season Two
- Kinectimals
- Lara Croft and the Guardian of Light
- Lazy Raiders
- Left 4 Dead 2
- Limbo
- Lips I Love the 80's
- Lips Party Classics
- Lips Number One Hits
- LocoCycle
- Magic: The Gathering: Duels of the Planeswalkers
- Mars Rover Landing
- Mass Effect 3
- Minecraft: Xbox 360 Edition
- Mindjack
- MLB 2K10
- Monday Night Combat
- Motocross Madness
- Ms. Splosion Man
- MX vs. ATV Alive
- Perfect Dark
- Pinball FX 2
- Poker Night 2
- Portal 2
- Prototype 2
- Radiant Silvergun
- Raskulls
- Red Dead Redemption
- Renegade Ops
- Rise of Nightmares
- Risk Factions
- Rock Band 3
- Saints Row: The Third
- Saints Row IV
- Scrap Metal
- Sega Bass Fishing
- Sega Rally Online Arcade
- Snoopy Flying Ace
- Sonic Adventure
- Sonic Adventure 2
- Sonic Free Riders
- Sonic Generations
- Sonic the Hedgehog 4: Episode I
- Sonic the Hedgehog 4: Episode II
- South Park Let's Go Tower Defense Play!
- Space Channel 5 Part 2
- Splosion Man
- Star Raiders
- The Splatters
- Splosion Man
- Super Meat Boy
- Swarm
- Toy Soldiers
- Toy Soldiers: Cold War
- Trials Evolution
- UFC Trainer
- Unbound Saga
- Warlords
- World of Tanks: Xbox 360 Edition
- Wreckateer
- Xbox Live Labs
- Yar's Revenge
- You Don't Know Jack

* = O jogo possui prêmios de avatar que estão vinculados a certas conquistas em outro jogo. (por exemplo: Todos os prêmios no Halo Waypoint precisam de certas conquistas desbloqueadas em Halo: Reach, exceto a camisa Halo: Reach Beta, que não pode mais ser obtida).
† = O jogo possui conquistas que podem ser usadas em outro jogo para desbloquear prêmios de avatar de lá (por exemplo, várias conquistas em Halo 3, ODST e Reach podem ser usadas no Halo Waypoint para desbloquear prêmios de avatar).
⚥ = O jogo possui prêmios de avatar em um jogo que parece diferente dependendo do sexo do avatar. Por exemplo: O prêmio de avatar capacete Recon no Halo Waypoint está em dois esquemas de cores diferentes (vermelho para homens e o capacete branco da Dare [de Halo 3: ODST] para mulheres).

## Detalhes técnicos dos Avatares Originais do Xbox
Avatares são uma coleção de dados com menos de 1 kB, descreve detalhes de personagens, como roupas e características faciais, propagados para o Xbox.com. Esses avatares podem ser tão personalizados quanto o jogador deseja, detalhando até o tamanho desejado. No entanto, os jogadores também podem criar um avatar que não os representa. Como um perfil de usuário móvel, o Avatar seguirá o jogador sempre que ele fizer logon. Isso faz do avatar o jogador real no mundo virtual.
O software de sistema do Xbox 360 inclui um sistema de renderização e animação que cria Avatares como eles são vistos nos próprios títulos da Microsoft. Também é possível que os desenvolvedores usem os dados e os processem com seu próprio software, permitindo que os Avatares sejam facilmente integrado ao motor de um jogo.
Os desenvolvedores podem usar os dados para criar avatares aleatórios para preencher o jogo ou criar avatares específicos para funções específicas.
Os corpos dos avatares são animados usando animação esquelética, enquanto os rostos são animados alterando as texturas dos olhos e da boca.
A Microsoft publicou uma visão abrangente dos detalhes técnicos por trás do sistema Xbox Live Avatar em seu blog de engenharia.
As imagens de avatar estão disponíveis para uso em fóruns da Internet, serviços de redes sociais, como uma assinatura de email ou em um blog. Eles podem ser acessados usando os seguintes URLs específicos do usuário (substituindo GAMERTAG pelo Xbox Live Gamertag):
- Avatar completo: http://avatar.xboxlive.com/avatar/GAMERTAG/avatar-body.png
- Ícone grande/imagem de jogador: http://avatar.xboxlive.com/avatar/GAMERTAG/avatarpic-l.png
- Ícone pequeno/imagem de jogador: http://avatar.xboxlive.com/avatar/GAMERTAG/avatarpic-s.png